# Bertrand de Blanchefort
Bertrand de Blanchefort, o Blanquefort (... – 1169), è stato un cavaliere medievale francese, Gran Maestro dell'Ordine dei Templari dal 1156 alla sua morte, nel 1169.
È conosciuto per essere stato un grande riformatore dell'Ordine.

## Vita privata
Egli nacque nel 1109, anche se la sua data di nascita non è mai stata riportata ufficialmente. Il Mortuario di Reims situa la sua data di morte il 2 gennaio 1169. Egli era il figlio minore di una stirpe di figli maschi di Godfrey de Blanchefort, Signore di Guyenne. Egli si allenò al combattimento sin dalla giovane età, ma durante il suo periodo di governo dell'Ordine come Gran Maestro pose maggior enfasi sulla riforma e sui negoziati. Questo aiutò i Templari a garantirsi l'immagine di guardiani, e non di bruti soldati.

## Vittorie militari
La sua prima azione da Gran Maestro fu con Baldovino III di Gerusalemme, col quale combatté contro Nur ad-Din. Ad ogni modo, egli venne fatto prigioniero dopo la sconfitta di Baldovino a Banyas, nel 1157. Il fatto fu l'inizio della carriera di Blanchefort, che si era dimesso dall'esercito francese dopo la fine della battaglia. Egli venne mantenuto in prigionia per tre anni ad Aleppo prima di essere rilasciato dall'Imperatore bizantino Manuele I Comneno nel corso dei suoi trattati di pace con Nur ad-Din.
Bertrand accompagnò il Re Amalrico I nel corso della sua spedizione contro l'Egitto nel 1163. La spedizione fu un fallimento, malgrado il considerevole numero di cristiani. Bertrand si rifiutò però di partecipare alla seconda spedizione organizzata nel 1168, dal momento che nella prima aveva subito troppe perdite.

## Le riforme
Blanchefort chiese al Papa di poter utilizzare la titolazione Maestro per Grazia di Dio, fatto che pose i Templari in posizione favorevole nella chiesa. Le sue riforme interne, ad ogni modo, furono ben più importanti. Egli scrisse i "Retraits", che stabilirono difatti la struttura dell'Ordine e chiarì ai cavalieri il loro ruolo nell'Ordine. Egli inoltre stabilì le nomine delle alte cariche dell'Ordine, che fermarono la cattiva abitudine diffusasi che tendeva a far prendere ai soli grandi maestri le decisioni importanti dell'Ordine, senza consultare il consiglio dei cavalieri.
La sua opera di negoziato ebbe successo: dopo la sconfitta dell'Egitto, i Templari furono tra i maggiori propugnatori dei concordati di pace.
| Controllo di autorità | VIAF (EN) 120365545 · CERL cnp01223096 · GND (DE) 141122587 |